# دراویل (جورجیا)
دراویل، جورجیا (به انگلیسی: Doraville, Georgia) یک شهر در ایالات متحده آمریکا با جمعیت ۸٬۳۳۰ نفر است که در شهرستان دیکلب، جورجیا واقع شده‌است.

## موقعیت جغرافیایی
موقعیت جغرافیایی شهرها و مناطق اطراف به شرح زیر است: